# Socialdepartementet

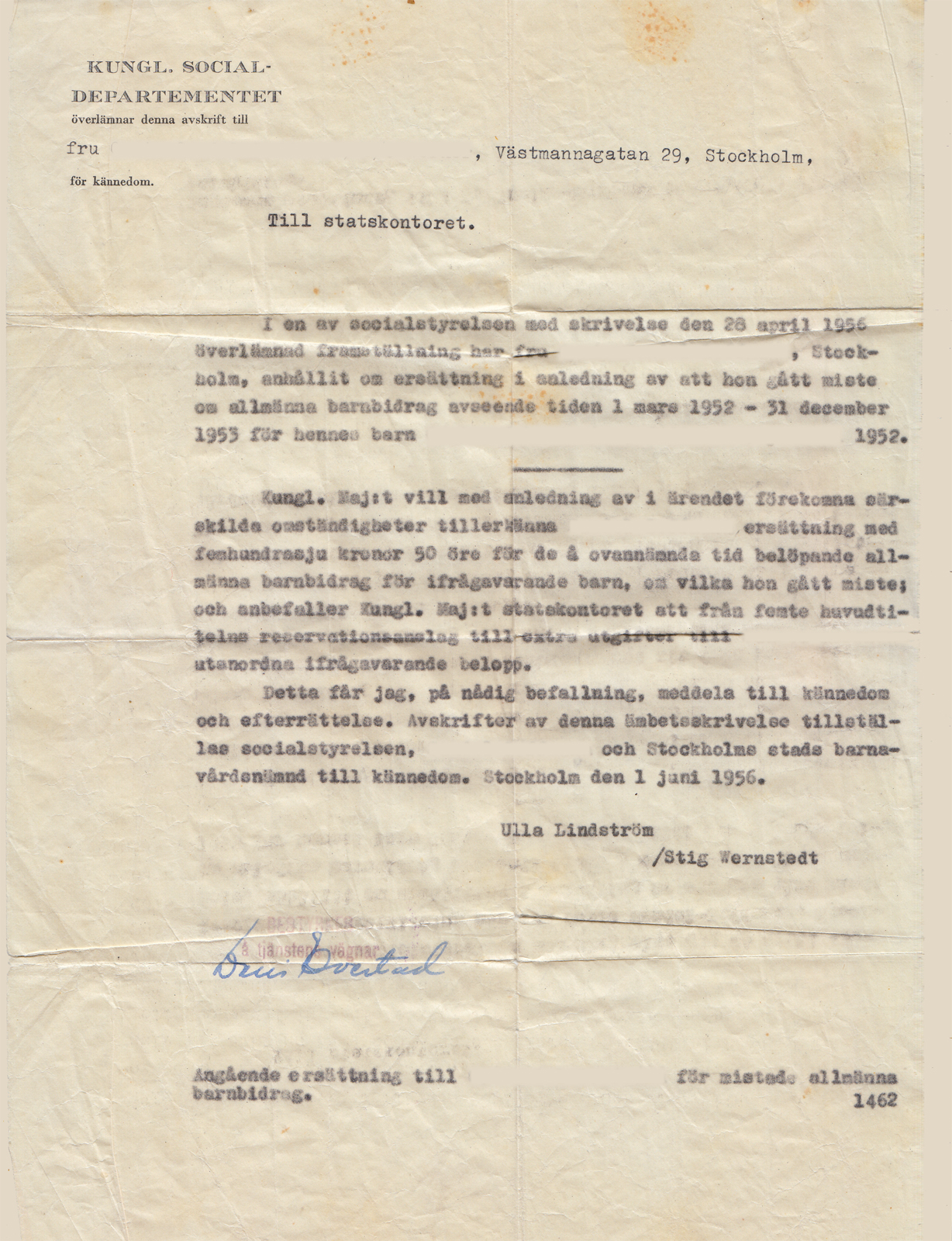
Dokument från Kungliga Socialdepartementet rörande retroaktivt barnbidrag 1952-53, beloppet 507 kronor, motsvarar i 2025 års penningvärde ca 9 465 kronor.

Socialdepartementet (S) är ett departement under Sveriges regering som sköter bland annat social omsorg, vårdfrågor, socialförsäkringar och folkhälsofrågor.  Departementschefen har i regel benämnts socialminister och nuvarande departementschef är Jakob Forssmed.

## Historik
Departementet inrättades den 1 juli 1920 då det arbetstyngda Civildepartementet delas upp i två departement, Socialdepartementet och Kommunikationsdepartementet.
Dess lokaler ligger idag (2023) på Fredsgatan 8 i Stockholm

## Myndigheter med flera
Den största myndigheten under Socialdepartementet (sorterat efter kostnader) är Försäkringskassan, med årliga kostnader över 15 % av BNP och 16 000 medarbetare. Denna myndighet har hand om ekonomiska aspekter av familjepolitik, samt ekonomisk trygghet vid sjukdom och funktionsnedsättning.  
Till varje departements ansvarsområde hör ett antal statliga myndigheter som ska tillämpa de lagar och utföra den verksamhet som riksdag och regering har beslutat om. Regeringskansliet förvaltar också ett antal företag, hel- eller delägda av staten. Cirka 163 000 personer är anställda i dessa företag. Det finns även ett antal stiftelser som har bildats av staten.  
- Alkoholsortimentsnämnden
- Apotek Produktion & Laboratorier AB (APL)
- Allmänna arvsfonden
- Barnombudsmannen (BO)
- E-hälsomyndigheten
- Folkhälsomyndigheten (FoHM)
- Forskningsrådet för hälsa, arbetsliv och välfärd (Forte)
- Försäkringskassan (FK)
- Hälso- och sjukvårdens ansvarsnämnd (HSAN)
- Inspektionen för socialförsäkringen (ISF)
- Inspektionen för vård och omsorg (IVO)
- Tandvårds- och läkemedelsförmånsverket (TLV)
- Läkemedelsverket (LV, eller Medical Products Agency (MPA)
- Myndigheten för delaktighet (MFD)
- Myndigheten för familjerätt och föräldraskapsstöd (MFoF)
- Myndigheten för stöd till trossamfund
- Myndigheten för ungdoms- och civilsamhällesfrågor (MUCF)
- Myndigheten för vård- och omsorgsanalys
- Pensionsmyndigheten (PM)
- Provinsialläkarstiftelsen
- Socialstyrelsen (SoS)
- Statens beredning för medicinsk och social utvärdering (SBU)
- Statens institutionsstyrelse (SiS)
- Stiftelsen WHO Collaborating Centre for International Drug Monitoring
- Systembolaget Aktiebolag

## Statsråd

### Departementschefer
Se även Sveriges socialminister
Det statsråd som är departementschef på Socialdepartementet benämns normalt socialminister. Det enda undantaget är Annika Strandhäll som var chef för Socialdepartementet 2014–2019. Hennes ministertitel var socialförsäkringsminister 2014–2017 och socialminister 2017–2019.

### Övriga statsråd på Socialdepartementet
Normalt finns det ytterligare ett till tre statsråd utöver departementschefen (socialministern) som är placerade på Socialdepartementet. Dessa statsråd kan ha varierande ministertitlar, såsom barn- och äldreminister, familjeminister, folkhälsominister, hälsovårdsminister, sjukförsäkringsminister, sjukvårdsminister, vård- och äldreomsorgsminister. 
| Namn                        | Mandatperiod | Befattning                                                                     | Parti              |
| --------------------------- | ------------ | ------------------------------------------------------------------------------ | ------------------ |
| Camilla Odhnoff             | 1967–1973    | Familje- och ungdomsminister                                                   | Socialdemokraterna |
| Ingegerd Troedsson          | 1976–1978    | Sjukvårdsminister                                                              | Moderaterna        |
| Hedda Lindahl               | 1978–1979    | Sjukvårdsminister                                                              | Folkpartiet        |
| Elisabeth Holm              | 1979–1981    | Sjukvårdsminister                                                              | Moderaterna        |
| Karin Ahrland               | 1981–1982    | Sjukvårdsminister                                                              | Folkpartiet        |
| Gertrud Sigurdsen           | 1982–1985    | Hälsovårdsminister                                                             | Socialdemokraterna |
| Bengt Lindqvist             | 1985–1991    | Familje- och handikappminister                                                 | Socialdemokraterna |
| Bo Könberg                  | 1991–1994    | Sjukförsäkringsminister                                                        | Folkpartiet        |
| Anna Hedborg                | 1994–1996    | Sjukförsäkringsminister                                                        | Socialdemokraterna |
| Maj-Inger Klingvall         | 1996–1999    | Sjukförsäkringsminister                                                        | Socialdemokraterna |
| Ingela Thalén               | 1999–2002    | Sjukförsäkringsminister                                                        | Socialdemokraterna |
| Berit Andnor                | 2002–2004    | Barn- och familjeminister (blev 2004 departementschef med samma ansvarsområde) | Socialdemokraterna |
| Morgan Johansson            | 2002–2006    | Folkhälsominister                                                              | Socialdemokraterna |
| Ylva Johansson              | 2004–2006    | Vård- och äldreomsorgsminister                                                 | Socialdemokraterna |
| Cristina Husmark Pehrsson   | 2006–2010    | Socialförsäkringsminister                                                      | Moderaterna        |
| Maria Larsson               | 2006–2014    | 2006–2010 Äldre- och folkhälsominister; 2010-2014 Barn- och äldreminister      | Kristdemokraterna  |
| Stefan Attefall             | 2010–2014    | Civil- och bostadsminister                                                     | Kristdemokraterna  |
| Ulf Kristersson             | 2010–2014    | Socialförsäkringsminister                                                      | Moderaterna        |
| Gabriel Wikström            | 2014–2017    | Folkhälso-, sjukvårds- och idrottsminister                                     | Socialdemokraterna |
| Åsa Regnér                  | 2014–2018    | Barn-, äldre- och jämställdhetsminister                                        | Socialdemokraterna |
| Lena Hallengren             | 2018–2019    | Barn-, äldre- och jämställdhetsminister                                        | Socialdemokraterna |
| Annika Strandhäll           | 2019         | Socialförsäkringsminister                                                      | Socialdemokraterna |
| Ardalan Shekarabi           | 2019–2022    | Socialförsäkringsminister                                                      | Socialdemokraterna |
| Lena Hallengren             | 2019–2022    | Socialminister                                                                 | Socialdemokraterna |
| Jakob Forssmed              | 2022–        | Socialminister                                                                 | Kristdemokraterna  |
| Acko Ankarberg Johansson    | 2022–        | Sjukvårdsminister                                                              | Kristdemokraterna  |
| Anna Tenje                  | 2022–        | Äldre- och socialförsäkringsminister                                           | Moderaterna        |
| Camilla Waltersson Grönvall | 2022–        | Socialtjänstminister                                                           | Moderaterna        |